# Elizabeth Gutiérrez
Elizabeth Gutiérrez (Los Ángeles, 1 de abril de 1979) es una actriz, modelo y empresaria estadounidense de ascendencia mexicana.
Conocida por su participación en telenovelas y por su relación intermitente con el actor William Levy con quien tiene un hijo nacido en marzo de 2006 y una hija en marzo de 2010.

## Biografía
Elizabeth es de padres mexicanos (su padre es de Jalisco y su madre de Durango). Elizabeth es la menor de seis hermanas y un hermano. Teniendo ella cinco años regresaron a Jalisco donde estudió parte de su primaria en un colegio de monjas, contando diez años volvió con su familia a los Estados Unidos.

## Carrera
Inició su carrera en el medio en el Reality Show Protagonistas de novela en el año 2003.
Su carrera como actriz comenzó en el año 2005 con la telenovela Olvidarte jamás de Venevisión International en la que interpretó a “Isabella”, quien era el personaje antagónico de la historia.
Durante el 2006 y 2007 participó en la telenovela Acorralada de Univision en la cual hizo el rol de “Paola Irazábal”, hermana de David Zepeda y William Levy en la historia.
También ha participado en telenovelas como Amor comprado con José Ángel Llamas y Zully Montero, en la que tuvo su primer protagónico; y en 2008 El rostro de Analía, su segundo estelar, en la que interpretó dos personajes y coprotagonizada por el actor argentino Martín Karpan.
En 2009 trabajó en la nueva versión de Corazón salvaje para Televisa en México. En esta telenovela interpreta a Rosenda, uno de los personajes antagónicos de la historia junto a Aracely Arámbula entre otros.
En 2010 protagonizó la telenovela de Telemundo El fantasma de Elena junto a Segundo Cernadas.

## Filmografía

### Telenovelas
- Velvet: el nuevo imperio (2025) ... Sara[3]
- Milagros de Navidad (2017)... Lolita
- El rostro de la venganza (2012)... Mariana San Lucas
- El fantasma de Elena (2010-2011)... Elena Lafé
- Corazón salvaje (2009-2010)... Rosenda[4]
- El rostro de Analía (2008-2009)... Ana Lucía Moncada / Mariana Andrade de Montiel/ Analia[5]
- Amor comprado (2008)... Mariana[6]
- Acorralada (2007)... Paola Irazabal[7]
- Olvidarte jamás (2005)... Isabella[8]

### Reality Show
- Protagonistas de novela (2003)... Ella misma[9]
- Mira quién baila (programa de televisión estadounidense)  (2011)... Participante Las Estrellas, Univision

### Premios y reconocimientos
- 2011: La revista People en Español la nombró como una de "Los 50 más bellos".[10]